# Toshiki Ishikawa
Toshiki Ishikawa (石川 俊輝, Ishikawa Toshiki) est un footballeur japonais né le 10 juillet 1991 à Saitama. Il évolue au poste de milieu de terrain.

## Palmarès
- Champion du Japon de D2 en 2014 avec le Shonan Bellmare